# Fantastic Soccer
Fantastic Soccer is een videospel voor de Commodore 64. Het spel werd uitgebracht in 1990. 